# Cailleville
Cailleville es una comuna francesa situada en el departamento de Sena Marítimo, en la región de Normandía.

## Demografía
| 215 | 185 | 140 | 188 | 208 | 231 | 262 |
| Para los censos de 1962 a 1999 la población legal corresponde a la población sin duplicidades (Fuente: INSEE [Consultar]) |     |     |     |     |     |     |